# آق‌داش (کلبجر)
آق‌داش (به ترکی آذربایجانی: Ağdaş) یک منطقه مسکونی در جمهوری آرتساخ است که در استان شاهومیان واقع شده است.